# Carex benkei
Carex benkei är en halvgräsart som beskrevs av Tak.Shimizu. Carex benkei ingår i släktet starrar, och familjen halvgräs. Inga underarter finns listade i Catalogue of Life.